# Карлига
Карли́га (каз. Қарлыға) — село у складі Кизилжарського району Північноказахстанської області Казахстану. Входить до складу Кизилжарського сільського округу.
Населення — 110 осіб (2021; 143 у 2009, 141 у 1999, 116 у 1989).
Національний склад станом на 1989 рік:
- росіяни — 59 %.

Колишня назва — Карлуга.